# McLaren MCL60
A McLaren MCL60 egy Formula–1-es versenyautó, amelyet a McLaren versenycsapat tervezett és fejlesztett a 2023-as Formula–1 világbajnokságra. Pilótái Lando Norris és az újonc Oscar Piastri voltak, a tesztpilóta pedig Pato O'Ward.
AZ MCL60 a szezon elején abszolút versenyképtelen volt, komoly gondok voltak az aerodinamikával és a gumikopással, ami miatt a főtervező James Keyt menesztették is a szezon elején. A szezon közepétől kezdődően új fejlesztések érkeztek, amely váratlanul az élmezőnybe repítette a csapatot, mely onnantól a dobogóért harcolhatott.

## Áttekintés
Eredetileg MCL37 kódnéven fejlesztették, amellyel folytatták az 1980 óta használt számozást (habár az MP4-et 2017-ben MCL-re cserélték). Mivel 2023-ban ünnepelte a csapat fennállásának 60. évfordulóját, ezért a számozást hozzáigazították, így lett MCL60.
A modell elődje az új szabályok szerint épített MCL36 volt. Az az autó a teszteken ígéretesen teljesített, de a fékek túlmelegedésével gondok voltak, és ez a 2022-es idény elején rémes startot eredményezett, mely az autó fejlesztését is megnehezítette.
2022 szeptemberében Andreas Seidl csapatfőnök elmondta, hogy az MCL60 csak bizonyos elemeiben egyezik meg az MCL36-tal. James Key technikai igazgató később felfedte, hogy ez azért volt, mert a csapat ekkortájt jött rá, hogy a padlólemez magasságára vonatkozó szabályozás negatív hatással volt az egész autóra, így aztán úgy döntöttek, hogy teljesen új filozófia szerint alkotják azt újra. De mivel erre már nem volt sem mód, sem idő, ezért csak a következő évi autó esetén tudták ezt megtenni.
A csapat reménye az volt, hogy talán kevesebb szezonközi fejlesztésre kényszerülnek, ha az új koncepció jó lesz. Ám még az új idény kezdete előtt változások álltak be a csapatnál, és Andreas Seidl csapatfőnök távozott az Audi Formula–1-es projektjéhez, és Andrea Stella lépett a helyére.
A felfüggesztés koncepciója változatlan volt, a csapat megtartotta az elöl vonórudas, hátul nyomórudas kialakítást. Az oldaldobozok szűkebbek lettek, merészebb alávágással a padlólemezen, és a motorhűtő beömlőnyílások is hosszabbak lettek. Ennek ellenére sem lett egy kiforrott koncepció, aminek köszönhetően a befejezését követően már készíteni is kezdték az első nagyobb fejlesztési csomagot. Változások történtek a tervezői gárdánál is, ugyanis James Key főtervező távozott, a helyére Peter Prodromou és Neil Houdley léptek, de a fejlesztések még Key munkái voltak.
Az MCL60 festése nagyon hasonló volt az elődéhez, de több feketével, a szénszálas karosszéria csupaszon hagyásával ugyanis könnyebb lett az autó. Festék helyett pedig már öntapadós fóliát használtak. Forradalmi újítás volt a Seamless Digital által fejlesztett e-tinta, amellyel a szponzori feliratokat tudták tetszés szerint változtatni a kocsin. Monacóban és Spanyolországban különleges, három szegmensű, fekete-fehér-papaja festést használtak, mellyel egyszerre emlékezek meg a McLaren M16, a McLaren MP4/2 és a McLaren F1 GTR sikereiről (Triple Crown). A brit nagydíjon a 2000-es éveket idéző króm festést helyeztek el az autón, Szingapúrban és Japánban pedig az OKX szponzorral közösen a több feketét tartalmazó "Stealth Mode" festést alkalmazták.

## A szezon
Az eredetileg megfogalmazott célkitűzés a középmezőny legjobb csapatává válás volt. Ehhez képest az idény elképesztő mélyrepüléssel kezdődött, az autó abszolút versenyképtelen volt. Piastri élete első versenyén elektronikai probléma miatt kiesett, Norris pedig hasonló hibával kínlódott, de a csapat nem engedte kiállni, hanem inkább hat kiállásos boxtaktikával versenyeztette, hogy adatokat gyűjtsenek. Mindennek ellenére a csapat meglepően bizakodó volt a teljesítményt illetően. Szahírban folytatódott a vesszőfutás, a kisebb fejlesztések ellenére is, messze a pontszerző helyeken kívül végeztek. Azerbajdzsánban kettős pontszerzést ünnepelhettek, de csak a kaotikus befejező körök miatt.
Azerbajdzsánba új padlólemezzel és szárnyakkal érkeztek, melyet még James Key tervezett. Ez azonban nem igazán hozott nagy javulást, Miamiban például mindkét autó kiesett a Q1-ben, és a versenyen megint nem szereztek pontot. Monacóban pár kisebb fejlesztés eredményezett kettős pontszerzést, azt ezt követő kanadai és spanyol nagydíjakat azonban ismét pont nélkül zárták.
Ausztriában egy új fejlesztési csomagot teszteltek, de csak Norris autóján. Az eredmény látványos volt: Norris negyedik lett az időmérő edzésen és a futamon is, Piastri pedig a régi specifikációval nem szerzett pontot. A brit nagydíjon mindkét versenyző az újításokkal versenyzett, és ennek látványos eredménye lett: Norris második, Piastri harmadik helyről rajtolhatott. Norris végül másodikként is ért célba, Piastri pedig balszerencsés körülmények miatt csak negyedik lett. A csapat ezen az egy versenyen több pontot gyűjtött, mint a megelőzőeken összesen. A brit nagydíjat követően az esős körülmények FIA-tesztjén szerepelt a McLaren, referenciaként a Mercedes átalakított autójához képest. A magyar nagydíjon Norris megint második lett, míg Piastri ötödik. Kisebb felzúdulást keltett, hogy a dobogón ünneplő Norris véletlenül összetörte Max Verstappen értékes herendi porcelán trófeáját. A nyári szünet előtti utolsó hétvége, a belga is jól indult a csapat számára: Piastri a sprintszétlövésen a második rajthelyet szerezte meg és ezen a helyen is ért célba, ami egy kvázi dobogós helyet jelentett az újoncnak. Sajnos a versenye egy rajtbaleset miatt idő előtt véget ért, de Norris a hetedik helyen ért célba.
A nyári szünet után is folytatódott a jó forma, Olaszországban Piastrié lett a verseny leggyorsabb köre, Szingapúrban pedig Norris egy izgalmas befutó végén lett második. Japánban a csapat kettős dobogót szerzett, majd ugyanezt a bravúrt megismételték Katarban, ahol ráadásul Piastri megnyerte a sprintversenyt – ezzel a második olyan versenyző lett csak az idényben, aki győzött és nem a Red Bull egyik pilótája volt. Amerikában Piastri versenye hamar véget ért egy versenybaleset miatt, míg Norris a rajtnál átvette a vezetést, és sokáig az élen is volt. Egy rossz boxtaktika miatt a futam végére még a dobogóról is majdnem lecsúszott, de Lewis Hamilton kizárását követően a második helyen intették le. Ezzel a McLaren megelőzte a nagy rivális Aston Martinz, és már konstruktőri negyedik volt. Ezt a pozíciójukat további szép teljesítményekkel végül meg is tudták tartani.

## Eredmények
| Év   | Csapat          | Motor         | Gumik | Pilóták       | Futamok | Futamok | Futamok | Futamok | Futamok | Futamok | Futamok | Futamok | Futamok | Futamok | Futamok | Futamok | Futamok | Futamok | Futamok | Futamok | Futamok | Futamok | Futamok | Futamok | Futamok | Futamok | Pontok | Helyezés |
| Év   | Csapat          | Motor         | Gumik | Pilóták       | BHR     | SAU     | AUS     | AZE     | MIA     | MON     | ESP     | CAN     | AUT     | GBR     | HUN     | BEL     | NED     | ITA     | SIN     | JPN     | QAT     | USA     | MXC     | SAP     | LVG     | ABU     | Pontok | Helyezés |
| ---- | --------------- | ------------- | ----- | ------------- | ------- | ------- | ------- | ------- | ------- | ------- | ------- | ------- | ------- | ------- | ------- | ------- | ------- | ------- | ------- | ------- | ------- | ------- | ------- | ------- | ------- | ------- | ------ | -------- |
| 2023 | McLaren F1 Team | Mercedes M14E | P     | Lando Norris  | 17      | 17      | 6       | 9       | 17      | 9       | 17      | 13      | 4       | 2       | 2       | 7 6     | 7       | 8       | 2       | 2       | 3 3     | 2 4     | 5       | 2 2     | KI      | 5       | 302    | 4.       |
| 2023 | McLaren F1 Team | Mercedes M14E | P     | Oscar Piastri | KI      | 15      | 8       | 11      | 19      | 10      | 13      | 11      | 16      | 4       | 5       | KI 2    | 9       | 12      | 7       | 3       | 2 1     | KI      | 8       | 14      | 10      | 6       | 302    | 4.       |

- Piastri a katari sprintfutamon 8, a belgán 7 pontot szerzett.
- Norris a sao paulói sprintfutamoj 7, a katarin 6, az amerikain 5, belgán 3 pontot szerzett.

Félkövér jelzi a a leggyorsabb kört, dőlt betű a pole pozíciót.
- † – Nem fejezte be a futamot, de rangsorolták, mert teljesítette a versenytáv 90%-át.